# Yves Boël
Jonkheer Yves Max Robert Marie Ghislain Boël (Brussel, 12 september 1927 - Elsene, 20 juni 2012) was een Belgisch ondernemer en bestuurder. Hij was jarenlang bestuursvoorzitter en voorzitter van de familiale investeringsvennootschap Sofina.

## Levensloop

### Familie
Jonkheer Yves Boël, telg uit het geslacht Boël, was een achterkleinzoon van Gustave Boël, een kleinzoon van baron Pol-Clovis Boël en een zoon van graaf René Boël (1899-1991) en Yvonne Solvay (1896-1930), een kleindochter van Ernest Solvay. Hij trouwde in 1977 met Yolande gravin d'Oultremont (1940-2002). Ze hadden geen kinderen.
Hij was de jongere broer van Pol-Gustave Boël, de oudere halfbroer van Mickey Boël, de oom van Nicolas Boël en Harold Boël en de neef van Jacques Boël, Paul-Emmanuel Janssen, Eric Janssen, Daniel Janssen en Jacques Solvay.

### Carrière
In december 1956 werd hij bestuurder van de familiale investeringsvennootschap Sofina. Hij werd ook lid van het directiecomité en in 1961 gedelegeerd bestuurder, een functie die hij 35 jaar bekleedde. Van 1988 tot mei 2011 was hij tevens voorzitter van de raad van bestuur van Sofina. Vervolgens werd hij erevoorzitter. Bij zijn aantreden in 1956 bedroegen de eigen middelen van Sofina 5 miljard frank (124 miljoen euro). Bij zijn vertrek in 2011 was dat 3,7 miljard euro.
Hij bekleedde mandaten bij verschillende Belgische en Europese bedrijven. Van 1991 tot 1998 was hij voorzitter van de raad van bestuur van chemiemultinational Solvay in opvolging van Jacques Solvay. Hij werd in deze functie door Daniel Janssen opgevolgd. Hij was van 1955 tot 2006 ook voorzitter van de familiale holding Finasucre en bestuurder van Danone, Royale Belge, Suez, Tractebel, Petrofina, de Generale Maatschappij, GB-Inno-BM en de Francqui-Stichting en voorzitter van de Union Financière Boël.
Yves Boël schonk zijn kunstcollectie aan het Musée Royal de Mariemont in Morlanwelz.